# Roya Piraei
Roya Piraei   (1997) és una activista iraniana que ha treballat per internacionalitzar les protestes després de la mort de Mahsa Amini.
El 20 setembre del 2022 la seva mare, Minoo Majidi, de 62 anys, va participar en una manifestació a Kermanshah contra el govern, en el context de les protestes després de la mort de Mahsa Amini i ser assassinada a trets per les forces de seguretat, que li van disparar 167 perdigons. Després d'aquests fets, es va fer viral una foto de Roya Piraei, amb el cap rapat, desafiant la càmera, amb els cabells a les mans, al costat de la tomba de la seva mare. Després d'aquests fets es va veure obligada a exiliar-se a França. Des de llavors va dur a terme diverses accions per buscar suport internacional, com una reunió amb el president francès Emmanuel Macron o una entrevista amb Angelina Jolie per a Time.
El 2022 va ser inclosa en la llista de les 100 dones més inspiradores de la BBC.